# Victory Onuetu
Victory Odieka Isaac Onuetu (Santa Cruz de Tenerife, 11 de febrero de 2004) es un baloncestista español que pertenece a la plantilla del Club Bàsquet Prat de la Segunda FEB, cedido por Monbus Obradoiro. Con 2,10 metros de estatura, juega en la posición de pívot.

## Trayectoria deportiva
Nacido en Santa Cruz de Tenerife de padres africanos y criado en Alhaurín de la Torre, se formó en la cantera del CB Alhaurín de la Torre y del Unicaja Málaga. Jugaría en todas las categorías en las selecciones provinciales y andaluzas.
En la temporada 2021-22, con 17 años, formaría parte de la plantilla del Unicaja Málaga de Liga EBA.
El 20 de agosto de 2022, el pívot es cedido al Club Baloncesto Peñas Huesca de Liga LEB Plata para disputar la temporada 2022-23.
El 1 de diciembre de 2022, deja el conjunto oscense y diez días más tarde, llega cedido al Baloncesto Talavera de Liga LEB Plata, hasta el final de la temporada por el conjunto malagueño.
El 16 de agosto de 2023, firma por el Monbus Obradoiro y es asignado a su filial el Obradoiro Ames de la Liga EBA.
En diciembre de 2024, firma por el Club Bàsquet Prat de la Segunda FEB, cedido por Monbus Obradoiro hasta el final de la temporada.[cita requerida]

## Selección nacional
El 7 de agosto de 2022, lograría el oro en el EuroBasket Sub-18 celebrado en Turquía con unos promedios de 15,7 puntos y 10,7 rebotes.
El 2 de julio de 2023, ganó el oro en el Mundial Sub-19 celebrado en Debrecen (Hungría).